# Харківський національний університет Повітряних сил імені Івана Кожедуба
Харківський національний університет Повітряних сил імені Івана Кожедуба — державний вищий навчальний заклад IV рівня акредитації, підпорядкований Міністерству оборони України, розташований у Харкові та названий на честь Івана Кожедуба. Територіально ВНЗ стоїть у двох містечках (вул. Сумська, 77/79), загальною площею навчально-лабораторних приміщень — понад 100 000 м².

## Історія
Свою історію університет розпочинає з 12 листопада 1930 року – дня заснування найстарішого з військових навчальних закладів – 9-ї військової школи льотчиків та льотчиків спостерігачів.
ХНУПС створено на базі Харківського військового університету та Харківського інституту Військово-Повітряних Сил (колишнього Харківського інституту льотчиків Військово-Повітряних Сил України) згідно з Постановою Кабінету Міністрів України від 10 вересня 2003 р. № 1430. 
Крім того, Харківський інститут Військово-Повітряних Сил є правонаступником 2 військових академій та 9 вищих військових училищ:
1993
- Харківського вищого військового авіаційного училища льотчиків ім. С. І. Грицевця (1930—1993 рр.);
- Харківського вищого військового авіаційного училища радіоелектроніки ім. Ленінського комсомолу (1937—1993 рр.);
- Військової інженерної радіотехнічної академії протиповітряної оборони ім. Л. О. Говорова (1941—1993 рр.);
- Харківського вищого військового командно-інженерного училища ракетних військ ім. М. І. Крилова (1941—1993 рр.);
- Харківського вищого військового авіаційного інженерного училища (1941—1993 рр.);

1994
- Військової академії протиповітряної оборони Сухопутних військ ім. О. М. Василевського (1947—1994 рр.);
- Київського вищого військового зенітного ракетного інженерного училища ім. С. М. Кірова (1937—1994 рр.);
- Луганського вищого військового авіаційного училища штурманів ім. Пролетаріату Донбасу (1966—1994 рр.);

1995
- Полтавського вищого військового зенітного ракетного командного училища ім. генерала армії М. Ф. Ватутіна (1941—1995 рр.);
- Чернігівського вищого військового авіаційного училища льотчиків ім. Ленінського комсомолу (1941—1995 рр.);

2000
- Київського інституту Військово-Повітряних Сил (1951—2000 рр.).

30 січня 2009 р. в університеті відбувся перший випуск 15 лейтенантів авіаційного факультету з ступенем «магістр».

## Корпуси та кампуси
Університет має потужну навчально-матеріальну базу. Загальна площа навчально-лабораторних приміщень університету складає більше 100 тисяч квадратних метрів. Навчальні заняття проводяться в аудиторіях, обладнаних комп'ютерною технікою, тренажерами і діючими зразками озброєння. У лабораторіях кафедр використовуються сучасні лабораторні установки, що дозволяють проводити дослідження, необхідні для розуміння принципів дії сучасного озброєння та військової техніки. До послуг слухачів, курсантів та студентів 20 комп'ютерних класів, які надають доступ до всесвітньої мережі Інтернет.
Для надання курсантам та слухачам практичних навичок за фахом університет має у своєму складі: навчальну авіаційну бригаду з навчально-тренувальним комплексом для підготовки фахівців протиповітряної оборони; навчальний полігон; навчально-тренувальний комплекс авіаційних тренажерів; навчально-тренувальні комплекси факультетів та кафедр; спортивний комплекс.
Університет має унікальну бібліотеку, яка є однією з найкращих бібліотек державних закладів освіти. Її науково-технічний фонд нараховує понад 1,3 млн видань. У 2007—2008 рр. в університеті розгорнуто електронну бібліотеку для забезпечення навчального процесу, яка містить 4088 одиниць навчально-методичних видань.

## Відомі науковці

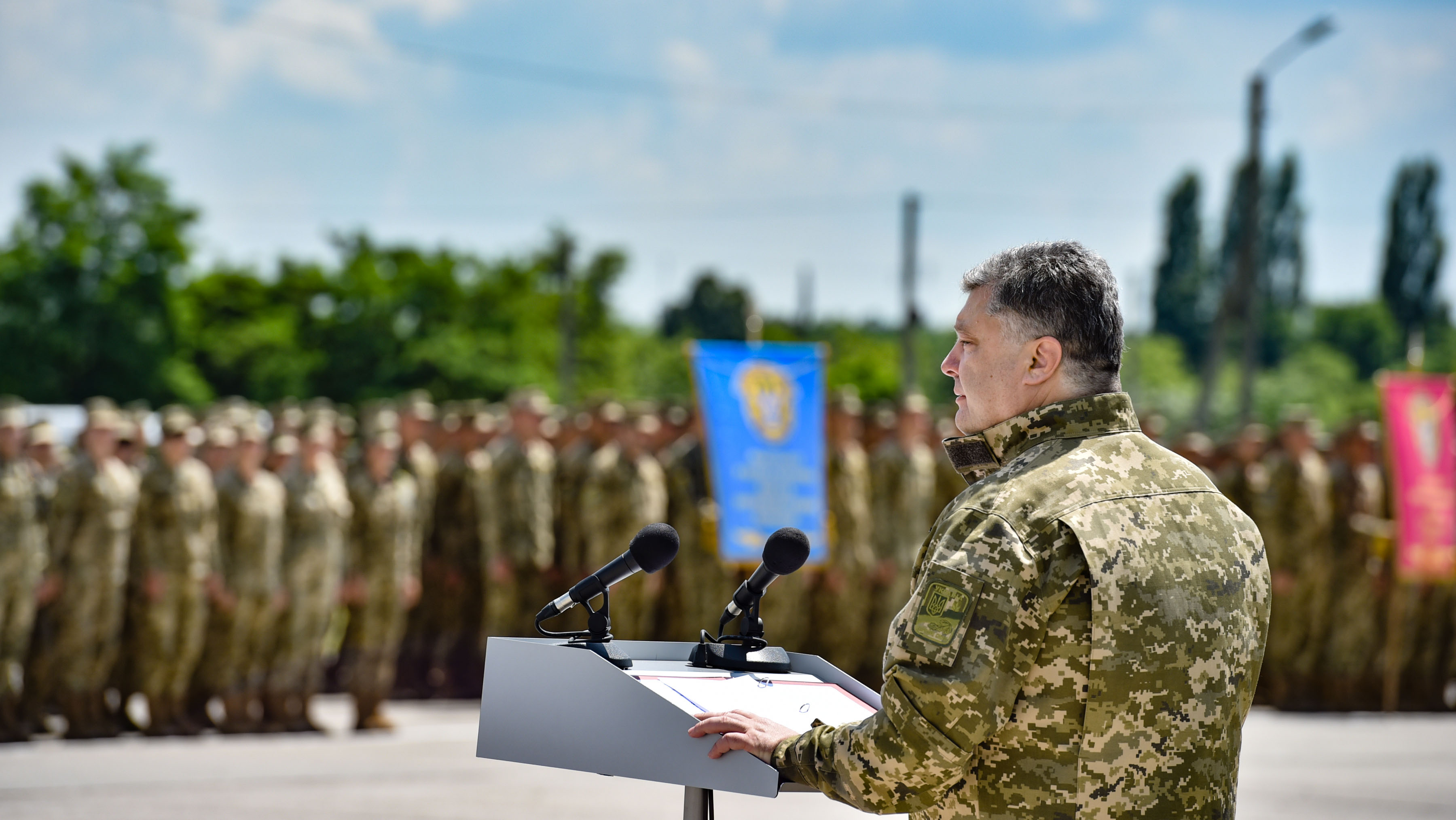
Президент Петро Порошенко на церемонії випуску Харківського університету

- Козелков Сергій Вікторович (* 1958) — український науковець, доктор технічних наук, професор, лауреат Державної премії України в галузі науки і техніки, заслужений винахідник України.
- Коломійцев Олексій Володимирович — кандидат технічних наук, старший науковий співробітник, заслужений винахідник України, підполковник ЗСУ.
- Купченко Леонід Федорович (* 1934) — фахівець у галузі електродинаміки, доктор технічних наук, професор, винахідник.
- Лосєв Юрій Іванович (* 1930) — доктор технічних наук, професор, заслужений діяч науки і техніки України
- Шмалій Юрій Семенович — український науковець, доктор технічних наук, професор.

## Структура, спеціальності
Харківському Університету Повітряних сил підпорядковується 203 навчальна авіабригада, яка розташована у м. Чугуєві, Харківської області. На оснащені бригади знаходяться літаки L-39, Ан-26, Ан-26Ш.
ВНЗ готує кваліфікованих фахівців за 9 напрямами та 18 спеціальностями для Збройних Сил України.
Серед факультетів університет налічує наступні: 
- Льотний факультет
- Інженерно-авіаційний факультет
  - Янівська військова школа авіаційних механіків, 1941
- Факультет зенітних ракетних військ
- Факультет автоматизованих систем управління та наземного забезпечення польотів авіації
  - Військова інженерна радіотехнічна академія
  - Харківське вище військове командно-інженерне училище ракетних військ
  - Харківське вище військове авіаційне училище радіоелектроніки
- Факультет радіотехнічних військ протиповітряної оборони
  - Вищої військова школа ППО, 1946
- Факультет протиповітряної оборони Сухопутних військ
  - Військова академія протиповітряної оборони Сухопутних військ
  - Полтавське вище зенітне ракетне командне училище
  - Київське вище зенітне ракетне інженерне училище
- Факультет післядипломної освіти
- Факультет підготовки офіцерів запасу за контрактом
- Інститут цивільної авіації
- Військовий коледж сержантського складу

## Історія внеску у космічний простір
Вагомим є внесок навчального закладу в освоєння космічного простору. В стінах університету оволодівали азами льотної справи і отримали путівку в небо 27 льотчиків-космонавтів. До першого загону космонавтів входив наш всесвітньо відомий випускник Олексій Архипович Леонов — двічі Герой Радянського Союзу, перша людина, яка вийшла у відкритий космос.
Випускники університету брали участь у миротворчих операціях у різних куточках планети, ліквідовували наслідки Чорнобильської трагедії, несли бойове чергування, охороняли повітряний простір держави, в своїх руках тримали ракетний щит Батьківщини. За багаторічну історію Харківський університет Повітряних Сил підготував і випустив понад 125 тисяч офіцерів.

## Спорт
У 1949 році студенти інституту як команда ВПС/ВВС Харьків стали володарями Кубка УРСР з футболу.

## Керівництво
- начальник університету: бригадний генерал Бережний Андрій Олександрович
- начальник штабу-заступник начальника університету: полковник Гур'єв Дмитро Олександрович[6]
- заступник начальника університету: полковник ДУБОВИК Геннадій Валентинович
- заступник начальника університету з навчальної роботи: полковник Таршин Володимир Анатолійович
- заступник начальника університету з наукової роботи: полковник Васюта Костянтин Станіславович
- заступник начальника університету з морально-психологічного забезпечення — начальник відділу: полковник Лук'яненко В'ячеслав В'ячеславович
- заступник начальника університету з льотної підготовки: полковник ФАНДЄЄВ Андрій Олександрович
- Заступник начальника університету з озброєння-начальник озброєння: полковник Закапко Олександр Григорович
- Заступник начальника університету з тилу- начальника тилу: полковник Вітрук Ігор Степанович

## Відомі випускники

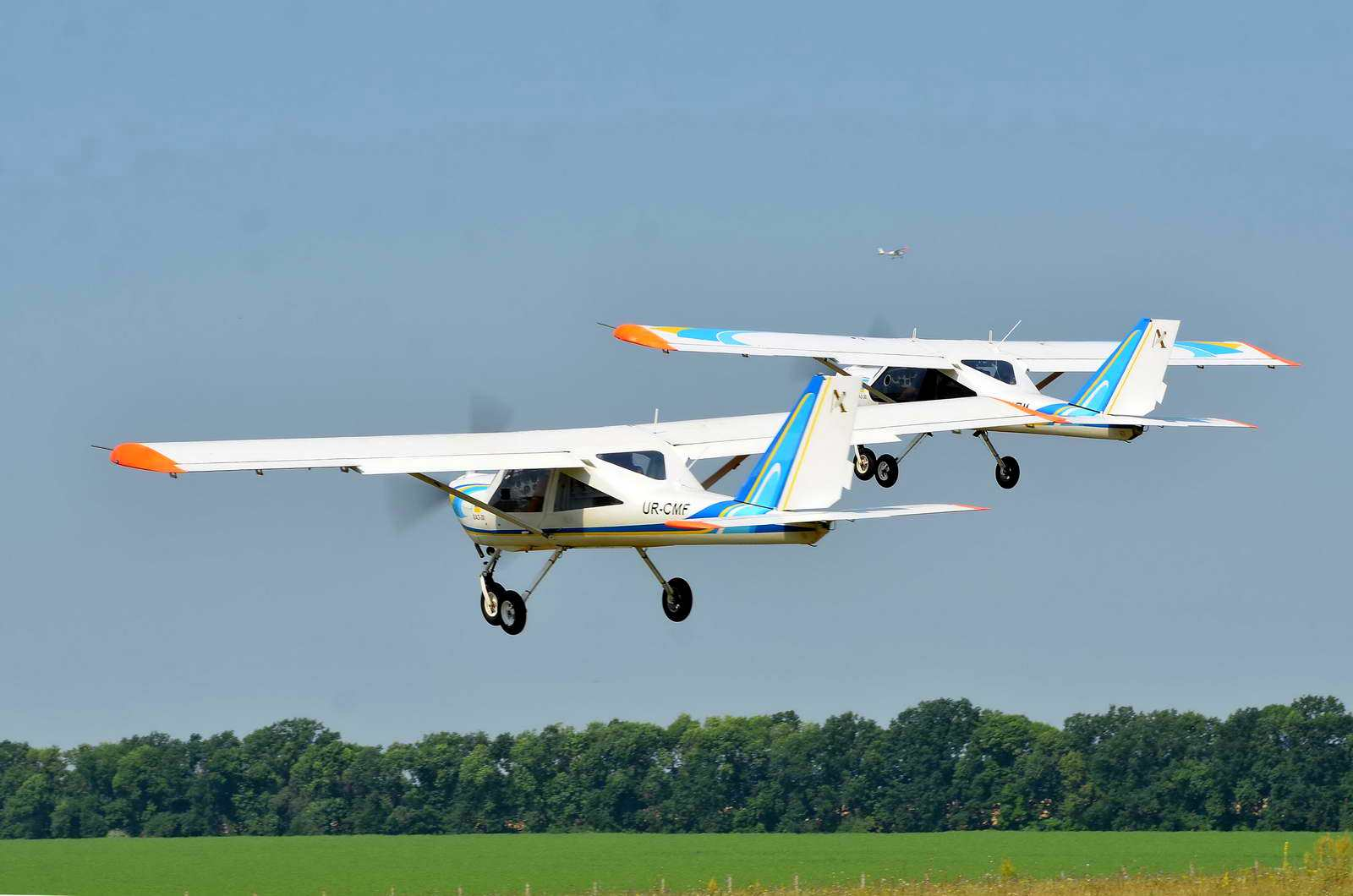
Польоти курсантів ХНУПС на літаках ХАЗ-30

Серед випускників університету 578 Героїв Радянського Союзу, 28 двічі Героїв Радянського Союзу, а також, космонавт двічі Герой Радянського Союзу Олексій Архипович Леонов, а маршал авіації Іван Микитович Кожедуб став тричі Героєм. Після закінчення в 1941 році Чугуївського військового авіаційного училища льотчиків І. М. Кожедуб був призначений льотчиком-інструктором. З березня 1943 року — у діючій армії. За роки війни І. М. Кожедуб здійснив 330 вильотів, провів 120 повітряних боїв і особисто збив 62 ворожих літаки. За співвідношенням повітряних боїв і збитих в них літаків ворога він був визнаний найефективнішим льотчиком Другої світової війни. Після закінчення війни І. М. Кожедуб обіймав ряд високих посад у Збройних Силах СРСР.
У різні роки військові заклади, які ввійшли до складу Харківського національного університету Повітряних Сил, носили ім'я видатних полководців Л. О. Говорова, М. І. Крилова, О. М. Василевського, С. І. Грицевця, М. Ф. Ватутіна.
Німецько-радянська війна надала потужний поштовх для подальшого розвитку авіації, протиповітряної оборони, ракетних військ та артилерії. Перед військовими навчальними закладами постали завдання з підготовки висококваліфікованих військових фахівців, спроможних керувати новими видами озброєння. Були створені нові факультети і кафедри. Суттєво збільшилася кількість спеціальностей підготовки командирів, льотчиків, військових інженерів.
На базі фундаментальних наукових досліджень у галузі авіаційної техніки, теорії радіолокації, участі в розробці і удосконаленні ракетного, авіаційного, зенітно-ракетного і радіоелектронного озброєння військ на факультетах і кафедрах були сформовані науково-педагогічні колективи, спроможні самостійно здійснювати підготовку з перспективних спеціальностей. Значно зміцнилась матеріально-технічна база наукової роботи і навчання.
У різні роки в стінах вишу навчались такі відомі випускники:
- генерал-полковник Морозов Костянтин Петрович — випускник 1967 р. — перший Міністр оборони України (1991—1993 рр.);
- генерал-майор авіації Косташ Іон Григоре — випускник 1967 р. — Міністр оборони Молдови (1991—1992 рр.);
- Замятін Вадим Іванович (1935—2006) — доктор технічних наук, професор, заслужений діяч науки і техніки УРСР;
- Кондратенко Олександр Павлович (1945—2020) — доктор технічних наук, професор, полковник у відставці;
- Лошаков Валерій Андрійович (нар. 1946) — доктор технічних наук, професор;
- Мулік Василь Леонтійович — Народний герой України, учасник війни на сході України та миротворчих операцій в Африці;
- Волошин Владислав Валерійович — випускник 2010 р. — Народний герой України, учасник війни на сході України;

### Випускники— Герої України
- Адамовський Олег Олегович (1992—2022) — випускник 2014 р. (з відзнакою), підполковник (посмертно), Герой України (2022, посмертно), учасник російсько-української війни;
- Антихович Андрій Миколайович (1996—2022) — випускник, капітан, Герой України (2022, посмертно), учасник російсько-української війни;
- Бадіка Денис Михайлович (2000—2022) — випускник, старший лейтенант, Герой України (2022, посмертно), учасник російсько-української війни;
- Ваховський Іван Володимирович (1996—2022) — випускник, капітан (посмертно), Герой України (2024, посмертно), учасник російсько-української війни;
- Вербицький Сергій Сергійович (нар. 1986) — випускник, підполковник, Герой України (2023), учасник російсько-української війни;
- Коваленко Олексій Олександрович (1981—2022) — випускник 2003 р., майор, Герой України (2023, посмертно), учасник російсько-української війни;
- Корпан Олександр Богданович (1994—2022) — випускник, капітан, Герой України (2022, посмертно), учасник російсько-української війни;
- Кукурба Олександр Васильович (1994—2022) — випускник, майор, Герой України (2022), учасник російсько-української війни, один із найрезультативніших пілотів Су-25 в Україні;
- Мариняк Олександр Мирославович (1979—2022) — випускник 2000 р., полковник, Герой України (2022, посмертно), учасник російсько-української війни;
- Месь Олексій Сергійович (1993—2024) — випускник (з відзнакою), полковник (посмертно), Герой України (2025, посмертно), учасник російсько-української війни;
- Мовчан Віталій Анатолійович (1998—2022) — випускник 2020 р., лейтенант, Герой України (2022, посмертно), учасник російсько-української війни;
- Пархоменко Сергій Ігорович (1997—2022) — випускник 2019 р., капітан, Герой України (2022, посмертно), учасник російсько-української війни;
- Риков Владислав Миколайович (1993—2024) — випускник, полковник, Герой України (2024, посмертно), учасник російсько-української війни;
- Савченко Надія Вікторівна (нар. 1981) — випускниця 2009 р. — старший лейтенант, штурман-оператор вертольоту Мі-24, Учасник миротворчої операції в Іраку, Учасник антитерористичної операції на сході України, Герой України (2015);
- Тарабалка Степан Іванович (1993—2022) — випускник 2014 р., майор, Герой України (2022, посмертно), учасник російсько-української війни
- Тимусь Юрій Володимирович (1987—2022) — випускник 2008 р., підполковник, Герой України (2024, посмертно), учасник російсько-української війни.

Серед випускників університету — головнокомандувачі та заступники головнокомандувачів видами Збройних Сил, командувачі арміями та корпусами, командири дивізій, 407 генералів, члени Академій наук, лауреати Державних премій, доктори та кандидати наук, заслужені діячі науки, освіти і вищої школи.

## Нагороди
Про високий авторитет університету свідчить те, що за останнє десятиріччя він 5 разів визнавався найкращим за рейтингом навчальним закладом України з врученням бронзової статуетки «Софія Київська».
У радянський час структурні підрозділи (бувші вищі училища) були відмічені багатьма нагородами і вшановані видатними постаттями військової справи Радянського Союзу.

## Цікаві факти
На початку 2009/2010 навчального року в виші було встановлено барокамеру для висотних випробувань типу СБК-80, що розрахована на 4 осіб. Її роботу забезпечують два лікарі. Прилади барокамери точно моделюють підйом людини на висоту 25 тис. м.

## Бібліотека
Науково-технічний фонд бібліотеки нараховує понад 1,3 млн видань, художній — понад 100 тис. видань.